# 52e cérémonie des Oscars
La 52e cérémonie des Oscars du cinéma, récompensant les films sortis en 1979, s'est déroulée le lundi 14 avril 1980 à partir de 18h au Dorothy Chandler Pavilion à Los Angeles (Californie).

## Cérémonie
La cérémonie dura 3h10 et fut diffusée en direct sur la chaîne ABC.
- Maître de cérémonie : Johnny Carson
- Producteur : Howard W. Koch
- Dialoguistes : Buz Kohan, Leonard Spigelgass, Rod Warren
- Directeur musical : Henry Mancini
- Directeur artistique : Ray Klausen
- Chef maquilleur : Rudy Horvatich
- Chef coiffeur : Cathrine A. Marcotte

Retransmission télévisée :
- Réalisateur : Marty Pasetta
- Assistant de production : Michael B. Seligman
- Musique : Larry Grossman
- Montage : Terry M. Pickford

Les chansons nommées dans la catégorie « meilleure chanson » furent interprétées par :
- Dionne Warwick pour It Goes Like It Goes
- Kermit la grenouille (Jim Henson) pour The Rainbow Connection
- Helen Reddy et Dudley Moore pour It's Easy to Say
- Melissa Manchester pour Through the Eyes of Love et I'll Never Say Goodbye

Donald O'Connor interpréta également Dancin' on the Silver Screen

## Palmarès
Les lauréats sont indiqués ci-dessous en premier de chaque catégorie et en gras.

### Meilleur film
(remis par Charlton Heston, les producteurs seulement sont nommés)
- Kramer contre Kramer (Kramer vs. Kramer), produit par Stanley R. Jaffe
  - Que le spectacle commence (All That Jazz), produit par Robert Alan Aurthur
  - Apocalypse Now, produit par Francis Ford Coppola, et co-produit par Fred Roos, Gray Frederickson et Tom Sternberg
  - La Bande des quatre (Breaking Away), produit par Peter Yates
  - Norma Rae, produit par Tamara Asseyev (de) et Alex Rose (de)

### Meilleur réalisateur
(remis par Goldie Hawn et Steven Spielberg)
- Robert Benton pour Kramer contre Kramer
  - Bob Fosse pour Que le spectacle commence
  - Francis Ford Coppola pour Apocalypse Now
  - Peter Yates pour La Bande des quatre
  - Édouard Molinaro pour La Cage aux folles

### Meilleur acteur
(remis par Jane Fonda)
- Dustin Hoffman pour le rôle de Ted Kramer dans Kramer contre Kramer
  - Jack Lemmon pour le rôle de Jack Godell dans Le Syndrome chinois (The China Syndrome) de James Bridges
  - Al Pacino pour le rôle de Arthur Kirkland dans Justice pour tous (…And Justice for All) de Norman Jewison
  - Roy Scheider pour le rôle de Joe Gideon dans Que le spectacle commence
  - Peter Sellers pour le rôle de Chauncey Gardiner dans Bienvenue, mister Chance (Being There) de Hal Ashby

### Meilleure actrice
(remis par Richard Dreyfuss)
- Sally Field pour le rôle de Norma Rae Webster dans Norma Rae de Martin Ritt
  - Jill Clayburgh pour le rôle de Marilyn Holmberg dans Merci d'avoir été ma femme (Starting Over) d’Alan J. Pakula
  - Jane Fonda pour le rôle de Kimberly Wells dans Le Syndrome chinois
  - Marsha Mason pour le rôle de Jennie MacLaine dans Chapitre deux (Chapter Two) de Robert Moore
  - Bette Midler dans Mary Rose Foster dans The Rose de Mark Rydell

### Meilleur acteur dans un second rôle
(remis par Walter Matthau et Liza Minnelli)
- Melvyn Douglas pour le rôle de Benjamin Rand dans Bienvenue, mister Chance[1]
  - Robert Duvall pour le rôle du lieutenant-colonel Bill Kilgore dans Apocalypse Now
  - Frederic Forrest pour le rôle de Houston Dyer dans The Rose
  - Justin Henry pour le rôle de Billy Kramer dans Kramer contre Kramer
  - Mickey Rooney pour le rôle de Henri Dailey dans L'Étalon noir (The Black Stallion) de Caroll Ballard

### Meilleure actrice dans un second rôle
(remis par Jack Lemmon et Cloris Leachman)
- Meryl Streep pour le rôle de Joanna Kramer dans Kramer contre Kramer
  - Jane Alexander pour le rôle de Margaret Phelps dans Kramer contre Kramer
  - Barbara Barrie pour le rôle de Evelyn Stoller dans La Bande des quatre
  - Candice Bergen pour le rôle de Jessica Potter dans Merci d'avoir été ma femme
  - Mariel Hemingway pour le rôle de Tracy dans Manhattan de Woody Allen

### Meilleur scénario original
(remis par Neil Simon)
- Steve Tesich pour La Bande des quatre
  - Valerie Curtin et Barry Levinson pour Justice pour tous
  - Robert Alan Aurthur et Bob Fosse pour Que le spectacle commence
  - Mike Gray, T.S. Cook et James Bridges pour Le Syndrome chinois
  - Woody Allen et Marshall Brickman pour Manhattan

### Meilleure adaptation
(remis par Neil Simon)
- Robert Benton pour Kramer contre Kramer
  - John Milius et Francis Ford Coppola pour Apocalypse Now
  - Francis Veber, Édouard Molinaro, Marcello Danon et Jean Poiret pour La Cage aux folles
  - Allan Burns (en) pour I Love You, je t'aime (A Little Romance) de George Roy Hill
  - Irving Ravetch (en) et Harriet Frank Jr. (en) pour Norma Rae

### Meilleure direction artistique
(remis par Ann Miller et Mickey Rooney)
- Philip Rosenberg, Tony Walton, Edward Stewart et Gary J. Brink pour Que le spectacle commence
  - Michael Seymour, Leslie Dilley, Roger Christian et Ian Whittaker pour Alien, le huitième passager (Alien) de Ridley Scott
  - Dean Tavoularis, Angelo P. Graham et George R. Nelson pour Apocalypse Now
  - George Jenkins et Arthur Jeph Parker (en) pour Le Syndrome chinois
  - Harold Michelson (en), Joseph R. Jennings (en), Leon Harris (en), John Vallone (en) et Linda DeScenna pour Star Trek, le film (Star Trek: The Motion Picture) de Robert Wise

### Meilleurs costumes
(remis par Kristy McNichol et Robert Hays)
- Albert Wolsky pour Que le spectacle commence
  - Shirley Russell pour Agatha de Michael Apted
  - William Ware Theiss (en) pour Les Joyeux Débuts de Butch Cassidy et le Kid (Butch and Sundance: The Early Days) de Richard Lester
  - Piero Tosi et Ambra Danon (en) pour La Cage aux folles
  - Judy Moorcroft (en) pour Les Européens (The Europeans) de James Ivory

### Meilleure photographie
(remis par George Hamilton et Jamie Lee Curtis)
- Vittorio Storaro pour Apocalypse Now
  - William A. Fraker pour 1941 de Steven Spielberg
  - Giuseppe Rotunno pour Que le spectacle commence
  - Frank V. Phillips pour Le Trou noir (The Black Hole) de Gary Nelson
  - Néstor Almendros pour Kramer contre Kramer

### Meilleur montage
(remis par Bo Derek et Christopher Reeve)
- Alan Heim pour Que le spectacle commence
  - Richard Marks, Walter Murch, Gerald B. Greenberg et Lisa Fruchtman pour Apocalypse Now
  - Robert Dalva pour L'Étalon noir
  - Gerald B. Greenberg pour Kramer contre Kramer
  - Robert L. Wolfe (en) et Carroll Timothy O'Meara pour The Rose

### Meilleur son
(remis par Bo Derek et Christopher Reeve)
- Walter Murch, Mark Berger, Richard Beggs et Nathan Boxer pour Apocalypse Now
  - Robert Knudson, Robert Glass, Don MacDougall et Gene S. Cantamessa pour 1941
  - Arthur Piantadosi, Les Fresholtz, Michael Minkler et Al Overton Jr. (en) pour Le Cavalier électrique (The Electric Horseman) de Sydney Pollack
  - William L. McCaughey, Aaron Rochin, Michael J. Kohut (en) et Jack Solomon pour Meteor de Ronald Neame
  - Theodore Soderberg (en), Douglas O. Williams, Paul Wells (en) et James E. Webb pour The Rose

### Meilleurs effets visuels
(remis par Farrah Fawcett et Harold Russell)
- H.R. Giger, Carlo Rambaldi, Brian Johnson, Nick Allder (en) et Denys Ayling (en) pour Alien, le huitième passager
  - William A. Fraker, A.D. Flowers (en) et Gregory Jein (en) pour 1941
  - Peter Ellenshaw, Art Cruickshank, Eustace Lycett, Danny Lee, Harrison Ellenshaw et Joe Hale pour Le Trou noir
  - Derek Meddings, Paul Wilson et John Evans pour Moonraker de Lewis Gilbert
  - Douglas Trumbull, John Dykstra, Richard Yuricich (en), Robert Swarthe (en), David K. Stewart (en) et Grant McCune pour Star Trek, le film

### Meilleure musique de film
Meilleure partition originale  (remis par Dolly Parton et Ben Vereen) :
- Georges Delerue pour I Love You, je t'aime
  - Henry Mancini pour Elle (10) de Blake Edwards
  - Lalo Schifrin pour Amityville : La Maison du diable (The Amityville Horror) de Stuart Rosenberg
  - Dave Grusin pour Le Champion (The Champ) de Franco Zeffirelli
  - Jerry Goldsmith pour Star Trek, le film

Meilleure partition de chansons et adaptation musicale (remis par Dolly Parton et Ben Vereen) :
- Ralph Burns pour Que le spectacle commence
  - Patrick Williams pour La Bande des quatre
  - Paul Williams et Kenny Ascher (en) pour Les Muppets, le film (The Muppet Movie) de James Frawley

### Meilleure chanson
(remis par Gene Kelly et Olivia Newton-John)
- David Shire (musique) et Norman Gimbel (paroles) pour It Goes Like It Goes dans Norma Rae
  - Henry Mancini (musique) et Robert Wells (paroles) pour Song from 10 (It's Easy to Say) dans Elle
  - Marvin Hamlisch (musique) et Carole Bayer Sager (paroles) pour Theme from Ice Castles (Through the Eyes of Love) dans Château de rêves (Ice Castles) de Donald Wrye
  - Paul Williams et Kenny Ascher (en) pour The Rainbow Connection dans Les Muppets, le film
  - David Shire (musique), Alan Bergman et Marilyn Bergman (paroles) pour Theme from The Promise (I'll Never Say Goodbye) dans The Promise de Gilbert Cates

### Meilleur film étranger
(remis par Jack Valenti et Ann-Margret)
- Le Tambour (Die Blechtrommel) de Volker Schlöndorff •  Allemagne de l'Ouest
  - Oublier Venise (Dimenticare Venezia) de Franco Brusati •  Italie
  - Maman a cent ans (Mamá cumple cien años) de Carlos Saura •  Espagne
  - Les Demoiselles de Wilko (Panny z Wilka) de Andrzej Wajda •  Pologne
  - Une histoire simple de Claude Sautet •  France

### Meilleur documentaire
(remis par Persis Khambatta et William Shatner)
- Best Boy, produit par Ira Wohl 
  - Generation on the Wind, produit par David Vassar
  - Edmonton... et comment s'y rendre (Going the Distance), produit par Paul Cowan et Jacques Bobet
  - The Killing Ground, produit par Steve Singer et Tom Priestley
  - The War at Home, produit par Glenn Silber et Barry Alexander Brown

### Meilleur court métrage (prises de vues réelles)
(remis par Lauren Hutton et Telly Savalas)
- Board and Care, produit par Sarah Pillsbury et Ron Ellis (en)
  - Bravery in the Field, produit par Roman Kroitor et Stefan Wodoslawsky
  - Oh Brother, My Brother, produit par Carol Lowell et Ross Lowell
  - The Solar Film, produit par Saul Bass et Michael Britton
  - Solly's Diner, produit par Harry Mathias, Jay Zuckerman et Larry Hankin

### Meilleur court métrage (documentaire)
(remis par Persis Khambatta et William Shatner)
- Paul Robeson: Tribute to an Artist, produit par Saul J. Turell (en)
  - Dae, produit par Risto Teofilovski
  - Koryo Celadon, produit par Donald A. Connolly et James R. Messenger
  - Nails, produit par Phillip Borsos
  - Remember Me, produit par Dick Young

### Meilleur court métrage (animation)
(remis par Lauren Hutton et Telly Savalas)
- Every Child, produit par Derek Lamb (en)
  - Dream Doll, produit par Bob Godfrey (en) et Zlatko Grgic (en)
  - It's So Nice to Have a Wolf Around the House, produit par Paul Fierlinger (en)

## Oscars spéciaux

### Oscars d'honneur
- Hal Elias, « pour son dévouement et son service remarquable de l'Academy of Motion Picture Arts and Sciences » (« for his dedication and distinguished service to the Academy of Motion Picture Arts and Sciences. ») - remis par Walter Mirisch
- Alec Guinness, « pour avoir fait progresser l'art de l'interprétation à l'écran au travers d'une série de prestations mémorables et remarquables » («  for advancing the art of screen acting through a host of memorable and distinguished performances. ») - remis par Dustin Hoffman

### Oscars pour une contribution spéciale
- Alan Splet pour le mixage de L'Étalon noir

### Irving G. Thalberg Memorial Award
(remis par Kirk Douglas)
- Ray Stark

### Jean Hersholt Humanitarian Award
(remis par Douglas Fairbanks Jr.)
- Robert Benj

### John A. Bonner Medal of Commendation
(remis par Richard Gere)
- John Aalberg (en), Charles G. Clarke et John G. Frayne (en)

## Oscars scientifiques et techniques
Les Oscars scientifiques ont été décernés le 11 avril 1980 à la Salle de bal du Beverly Hilton à Los Angeles.

### Oscars du mérite scientifique ou technique
- Mark Serrurier (en) pour le développement continu de la Moviola depuis l’invention de son père Iwan Serrurier en 1924 à l’actuel table de montage Series 20

### Oscars scientifiques et d'ingénierie
- Neiman-Tillar Associates et Mini-Micro Systems pour la création et le développement (Neiman-Tiller) et la fabrication (Mini-Micro) du Automated Computer-Controlled Editing Sound System (ACCESS)

### Oscars pour une contribution technique
- Photo Research Division of Kollmorgen pour le développement de la série Spectra II Cine Special Exposure Meter pour la prise de vue
- Michael V. Chewey, Walter G. Eggers et Allen Hecht (MGM Laboratories) pour le développement du Computer-Controlled Paper Tape Programmer System et de ses applications à la post-production
- A.D. Flowers et Logan Frazee pour le développement d’avions miniatures contrôlables pour le cinéma
- Ross Lowell (Lowel-Light Manufacturing, Inc.) pour le développement d’un équipement de lumière portable
- Bruce Lyon et John Lamb pour le développement du Video Animation System pour le montage animé de story-board
- Zoran Perisic (Courier Films, Ltd.) pour la création du Zoptic Special Optical Effects Device
- James S. Stanfield et Paul W. Trester pour la fabrication d’un kit pour la réparation ou le stockage de « sprocket holes »
- Irwin Young, Paul Kaufman et Fredrik Schlyter (Du Art Film Laboratories, Inc.) pour le développement du Computer-Controlled Paper Tape Programmer System et de ses applications

## Statistiques

### Récompenses multiples
5 Oscars
- Kramer contre Kramer

4 Oscars
- Que le spectacle commence

2 Oscars
- Norma Rae
- Apocalypse Now

1 Oscar
- Bienvenue, mister Chance
- I Love You, je t'aime
- L'Étalon noir
- 'Le Tambour

### Nominations multiples
10 nominations
- Que le spectacle commence

9 nominations
- Kramer contre Kramer

8 nominations
- Apocalypse Now

5 nominations
- La Bande des quatre

4 nominations
- Norma Rae
- Le Syndrome chinois
- The Rose

3 nominations
- La Cage aux folles
- 1941
- Alien, le huitième passager
- Star Trek, le film

2 nominations
- Justice pour tous
- Bienvenue, mister Chance
- Merci d'avoir été ma femme
- Manhattan
- L'Étalon noir
- Elle
- Les Muppets, le film
- I Love You, je t'aime
- Le Trou noir

## Commentaires
- Âgé de 8 ans, Justin Henry devint le plus jeune nommé aux Oscars de l’histoire pour son rôle dans Kramer contre Kramer.

### Le discours de Dustin Hoffmann
Dustin Hoffman prononça ce discours à la réception de son prix : « Je suis ici avec des sentiments divers. J’ai critiqué l'Académie… avec raison. Je suis profondément reconnaissant de la mesure dans laquelle je suis de travailler. Je refuse de croire avoir battu Jack Lemmon, avoir battu Al Pacino, avoir battu Peter Sellers. Je refuse de croire que Robert Duvall a perdu. Nous faisons partie d'une famille artistique. Il y a soixante mille acteurs dans cette académie -- excusez-moi, dans la Screen Actors Guild, et probablement une centaine de milliers à Equity. La plupart de ces acteurs ne travaillent pas, et quelques-uns sont terriblement chanceux de travailler à l’écriture ou à la direction. Parce que quand vous êtes un acteur cassé, vous ne pouvez pas écrire, vous ne pouvez pas peindre, il vous faut répéter votre texte au volant d’un taxi. Et à cette famille artistique qui vise l'excellence, aucun d'entre vous l'ont jamais perdu, et je suis fier de partager cela avec vous, et je vous en remercie. »